# Wilhelm Sjögren
Karl Johan Wilhelm Sjögren (10. april 1866 i Visby - 12. marts 1929) var en svensk retslærd.
Sjögren blev student i Uppsala 1884, Dr. phil. sammesteds 1888 —
Om den dialektiska metodens ställning i Hegels logik (1887) —, cand. jur. 1892, docent i
Uppsala 1894, ekstraordinær professor 1896, ordentlig professor
1898, Dr. jur. honoris causa 1900, 1904 medlem af "Lagberedningen", 1907 professor i civilret,
1909—18 Medlem af Højesteret, 1918 Formand i Lagberedningen, Medlem af
Vetenskapsakademien 1921. S. hører til den nyere sv.
Retsvidenskabs ypperste Navne, en original,
skarpsindig og energisk Retstænker, indtrængende
kritisk og selvstændig. Særlig Retsvidenskabens
alm. Problemer og Retshistorien har været
Genstand for S.’s Forsken. Af stor Lødighed og
Vægt er S.’s »Om rättsstridighetens former med
särskild hänsyn till skadeståndsproblemet«
(1894, optaget i omarbejdet Skikkelse i Jhering’s
»Jahrb. für die Dogmatik«, XXXV Bd), »Ueber
die römische Conventionalstnafe und die
Strafklauseln der fränkischen Urkunden« (1896),
»Bidrag till en undersökning af kontraktsbrotten
enligt Sveriges medeltidslagar« (1896) og en
Række fortrinlige Afh. i »Tidsskrift for
Retsvidenskab«, hvoraf S. 1906—21 var
Medredaktør, »Nordisk tidskrift for vetenskap etc.«,
»Nytt jurid. arkiv« samt tyske og fr.
Tidsskrifter, saaledes f. Eks. »Om den fornsvenska
skuldprocessens grundformer« (»Tidsskrift for
Retsvid.«, XI, 1898), »Bidrag till den svenska
exekutivprocessens historia« (l. c XIV, 1901),
»Fiduciariska lösörekop« (l. c. XXVII, 1914),
»Domaremakt och rättsutveckling« (l. c. XXIX,
1916), »Om domskål i tvistemål« (XXXI, 1918)
o. m. a. 1900—09 udgav S. det vigtige Værk
»Förarbetena till Sveriges rikes lag 1686—1736« (I—VIII).